# Terremoto de Ardabil de 1997
El terremoto de Ardabil de 1997 ocurrió el 28 de febrero de 1997 con una magnitud de momento de 6,1 y una intensidad máxima de Mercalli de VIII. El terremoto de deslizamiento se produjo en el norte de Irán, cerca de la ciudad de Ardabil.

## Antecedentes y tectónica
Ardabil y la provincia circundante que lleva su nombre son tierras agrícolas, pobladas principalmente por azeríes. Otros dos terremotos dañaron el norte de Irán el mes anterior y mataron al menos a 79 personas.

## Daños y víctimas
El terremoto ocurrió a las 16:27 hora estándar de Irán y duró 15 segundos.Al menos 1.100 personas murieron, 2.600 resultaron heridas, 36.000 quedaron sin hogar, 12.000 casas resultaron dañadas o destruidas y 160.000 cabezas de ganado murieron en la zona de Ardabil, en el noroeste de Irán. Se observaron graves daños en carreteras, líneas eléctricas, comunicaciones y sistemas de distribución de agua en los alrededores de Ardabil.Los hospitales y otros edificios médicos estaban desbordados de pacientes como resultado del terremoto. Más de 83 aldeas sufrieron algún tipo de daño.
En el pueblo de Villadareh se recuperaron 85 cadáveres de entre los escombros. En Varania, otra pequeña aldea cerca del epicentro que anteriormente tenía una población de 85 habitantes, todos menos 20 residentes habían muerto.

### Réplicas
Aproximadamente 350 réplicas siguieron al principal terremoto de Ardabil. La más grande tuvo una magnitud de 5,2 en la escala de Richter.Los trabajadores humanitarios y los rescatistas calculan que el número de muertos asciende a 3.000.

## Esfuerzos posteriores y de socorro
Tras el temblor, cayeron 46 centímetros de nieve, lo que dificultó las labores de rescate. El gobierno iraní declaró tres días de luto para honrar a las víctimas.El presidente iraní visitó la zona dañada el 4 de marzo.Los equipos de rescate en el lugar cuestionaron la cifra oficial de muertos del gobierno, afirmando que era hasta tres veces mayor.
Sin embargo, el jefe de la filial iraní de la Media Luna Roja, Seifollah Vahid Dastjerdi, se mostró satisfecho con el ritmo del trabajo de socorro. Se entregaron a las víctimas más de 8.700 tiendas de campaña, 21.800 mantas, 15.300 calentadores y linternas, 2.000 biberones de fórmula infantil y 80 toneladas de pan. Además, 60 ambulancias, 127 camiones y furgonetas y dos helicópteros transportaron a las víctimas, trabajadores humanitarios y suministros hacia y desde la región afectada.

### Accidente aéreo
El 3 de marzo, un pequeño avión en misión de socorro se estrelló a unos 25 kilómetros al noreste de Ardabil. Sus restos fueron descubiertos al día siguiente. Había cuatro personas a bordo del avión Falcon pero no hubo supervivientes. El accidente se atribuyó al mal tiempo y a las fuertes nevadas.